# Walkerana
Walkerana é um género de anfíbios da família Ranixalidae. É endémico da Índia.

## Espécies
- Walkerana diplosticta (Günther, 1876)
- Walkerana leptodactyla (Boulenger, 1882)
- Walkerana muduga Dinesh, Vijayakumar, Ramesh, Jayarajan, Chandramouli, and Shanker, 2020
- Walkerana phrynoderma (Boulenger, 1882)